# From Me to You
〈From Me to You〉는 폴 매카트니와 존 레논이 작곡하고, 영국의 록 밴드 비틀즈가 1963년에 발표한 그들의 세 번째 싱글이다. 싱글은 비틀즈가 처음으로 영국의 몇몇 차트에서 1위, 혹은 2위를 차지하게 했다. 허나 당시 초기에 발매된 것은 미국에서 큰 파장을 불러 일으키지는 못했다. 그러나 1963년 델 새넌이 커버한 버전이 레논-매카트니 곡으로는 처음으로 미국 팝 차트에 진입했다. 싱글은 매카트니-레논으로 표기된 맨 마지막 싱글 중 하나다. 이 다음부터는 쭉 레논-매카트니로 표기된다.

## 작곡
〈From Me to You〉는 존 레논과 폴 매카트니가 헬렌 샤피로와 함께 투어를 돌던 중, 슈루즈베리를 향하는 버스를 타고 가면서 쓰기 시작했다. 제목은 NME의 편지 투고란에서 발견한 편지 제목 "From You to Us"에서 영감을 받았다. 폴 매카트니는 비틀즈가 초기에 노래를 "매우 직접적이고 개인적"으로 제작하기 위해 "I", "me" 또는 "you"와 같은 단어를 넣는 경향이 있었다고 언급했다.
레논은 1980년 《플레이보이》지 인터뷰에서 곡에 대해 이렇게 말했다. "우린 곡을 차 안에서 썼던 것 같습니다. 그리고 아마 첫 구절을 제가 만들었을 거예요. 제가 만들었을 겁니다. [처음에 흥얼거리는 부분 말이에요.] 그 이후 거기서 가져다 썼습니다. 우리가 다 쓰고 보니 너무 블루스 조의 노래더군요. 그래서 펑키한 재편곡이 필요하다고 메모했어요. 이 인터뷰 이전에 레논은 "우린 곡이 처음에 너무 블루스 조라 녹음하지 못할 줄로 알았어요. 근데 조지 마틴이 결과물을 보더니 하모니카를 추가한 편곡을 하더군요. 꽤 괜찮았어요."라고 말했다. 1964년, 매카트니는 재편곡에 대해 이렇게 말했다. "〈From Me to You〉는 구닥다리 래그타임 곡이 될 수도 있었어요. 미들 에이트에서 특히 그런 면이 두드러지죠. 그래서 곡에 그런 어법은 쓰지 않기로 했어요. 저희가 5년 후에는 곡을 다르게 편곡할 수도 있겠지만 똑같은 고물이나 쓰고 있을게 분명해요!"
매카트니만이 버스에서 이 곡을 고물이라고 말한 사람은 아니었다. 가수 케니 린치는 비틀즈가 "ooh"를 노래하는 것을 듣고는 "그딴 거 부르지 마. 그런 건 호모들이나 부르는 거라고!"라고 말했다. 이내 그들로부터 뛰쳐나간 그는 비틀즈가 작곡에 대해서는 아무것도 모르는 놈들이라고 주장했다. 로저 그린웨이는 이 일화를 이렇게 말한다. "존과 폴은 버스의 뒤쪽에 앉아있었다. 당시 자신이 작곡가로서 자부심이 있었던 케니는 버스를 어슬렁거리며 뒤쪽으로 왔다. 그리고 그는 그들의 곡 작업을 도와주기로 결심했다. 30분 정도 지나고, 케니는 앞쪽으로 달려오더니 외쳤다. '어이구, 됐어. 저런 머저리들의 쓰레기 따위 절대 돕지 않을 거야. 저 뒷놈들은 음악이란 걸 모를 걸. 이제 됐어! 절대 안 도와!'" 그럼에도 불구하고 이 곡은 비틀즈를 성장시켰다고 평가받으며 싱글컷에 성공했다. 이 곡은 정말로 레논-매카트니가 둘이서 공동 작곡한 것 중 하나다. 매카트니는 "공동 작곡 그 자체"라고 묘사했다.

## 녹음
조지 마틴이 곡에 대해 말한다. "저는 그들에게 'Please Please Me'에 수록될 좋은 곡이 더 없냐고 물었고, 그들이 하나를 가져왔는데 그것이 'From Me to You.'입니다. . . 마치 무한한 노래의 샘이 있는 것만 같았습니다." 〈From Me to You〉는 1963년 3월 5일 애비 로드 스튜디오에서 6테이크를 녹음하고 7번 편집을 거쳤다. 이 곡에서 레논은, 60년대 비틀즈와 같은 돈을 받고 활동한 미국인 델버트 맥클린턴에게 배운 지미 리드풍의 블루스 스타일로 하모니카를 연주했다. 맥클린턴은 말한다. "현재는 제가 레논에게 가르친 하모니카가 제대로 그에게 새겨진 상태입니다." "레논이 말했죠, '뭔가 보여줘요' 저는 꽤나 특이한 위치에 있었습니다. 왜냐면 대중음악계에서 하모니카를 연주할 줄 아는 사람은 그리 많지 않거든요."
4월 11일, 팔로폰을 통해 〈Thank You Girl〉을 B면에 담아 영국에서 싱글(R5015)로 출시되었다. 9일 뒤에 영국 차트에 진입했고 5월 4일 정상에 올라 7주간 머물렀다. 이후 게리 앤 더 페이스메이커스의 〈How Do You Do It〉로 자리를 내줘야 했다. 〈She Loves You〉와 〈I Want to Hold Your Hand〉의 후광에 가려지기는 했지만 비틀즈는 이 곡 덕분에 진정으로 성공을 거둘 수 있었다고 여겼으며, 매카트니는 자신의 당시 기분을 이렇게 말했다. "제가 정말로 해냈구나, 하고 느낀 첫 시점이었습니다. 제가 어느 날 아침 잠자리에서 일어났는데, 우유 배달부가 부르는 'From Me to You'의 휘파람 소리가 들렸어요. 그게, 한 번은 새가 부르는 소리도 들었던 거 같아요. 정말이라니까요!"

## 차트
| 차트 (1963–64)                        | 최고 순위 |
| ------------------------------------- | --------- |
| 호주 (켄트 뮤직 리포트)               | 9         |
| 아일랜드 (IRMA)                       | 1         |
| 뉴질랜드 (레버 히트 퍼레이드)         | 1         |
| 노르웨이 (VG-리스타)                  | 9         |
| 영국 싱글 (오피셜 차트 컴퍼니)        | 1         |
| 미국 버블링 언더 핫 100 싱글 (빌보드) | 116       |

## 참여 인원
- 존 레논 – 리드 보컬, 리듬 기타, 하모니카
- 폴 매카트니 – 보컬, 베이스 기타
- 조지 해리슨 – 리드 기타
- 링고 스타 – 드럼

이언 맥도널드 제공

## 참고 문헌
- “Please Please Me - From Me to You”. 《The Beatles Interview Database》. 2004. 2004년 9월 6일에 확인함.
- Cross, Craig (2005). 《The Beatles: Day-by-Day, Song-by-Song, Record-by-Record》.
- Lewisohn, Mark (1986). 《The Beatles Live!》. New York: Henry Holt. ISBN 0-8050-0158-1.
- Lewisohn, Mark (1988). 《The Beatles Recording Sessions》. New York: Harmony Books. ISBN 0-517-57066-1.
- MacDonald, Ian (2005). 《Revolution in the Head: The Beatles' Records and the Sixties》 Seco Revis판. London: Pimlico (Rand). ISBN 1-84413-828-3.
- Miles, Barry (1997). 《Paul McCartney: Many Years From Now》. New York: Henry Holt & Company. ISBN 0-8050-5249-6.
- Pollack, Alan W. (2001년 2월 3일). “From Me to You”. 《Notes on ... Series》.
- “Del Shannon Rock On!”. 2008. 2008년 1월 6일에 확인함.
- Sheff, David (2000). 《All We Are Saying: The Last Major Interview with John Lennon and Yoko Ono》. New York: St. Martin's Press. ISBN 0-312-25464-4.
- Spitz, Bob (2005). 《The Beatles: The Biography》. Boston: Little, Brown. ISBN 0-316-80352-9.
- Spizer, Bruce (1998). 《Songs, Pictures and Stories of the Fabulous Beatles Records on Vee-Jay》. New Orleans: 498 Productions. ISBN 0-9662649-0-8.
- Spizer, Bruce (2004). 《The Beatles Are Coming! The Birth of Beatlemania in America》. New Orleans: 498 Productions. ISBN 0-9662649-9-1.
- The Beatles (2000). 《The Beatles Anthology》. San Francisco: Chronicle Books LLC. ISBN 0-8118-3636-3.
- Turner, Alex (2008년 11월 10일). “Beatles song to be used in John Lewis TV ad”. 《Liverpool Business News》. 2013년 4월 20일에 원본 문서에서 보존된 문서. 2008년 11월 16일에 확인함.
- Wallgren, Mark (1982). 《The Beatles on Record》. New York: Simon & Schuster. ISBN 0-671-45682-2.
- Whitburn, Joel (2002). 《Top Pop Singles 1955 to 2002》. Menomonee Falls, Wis.: Record Research. ISBN 0-89820-155-1.
- “WLS Silver Dollar Survey”. 《WLS Charts》. 1963년 7월 12일. 2007년 5월 25일에 확인함.
- “WLS Silver Dollar Survey”. 《WLS Charts》. 1963년 7월 19일. 2011년 8월 6일에 원본 문서에서 보존된 문서. 2010년 9월 30일에 확인함.

| 이전 게리 & 더 페이스페이커의 〈How Do You Do It?〉 | 영국 1위 싱글 1963년 5월 2일 (7주) | 이후 게리 & 더 페이스페이커의 〈I Like It〉 |